# Josip Marković (odbojkaški dužnosnik)
Josip Marković (5. listopada 1936. – Subotica, 22. prosinca 2011.), bio je vojvođanski odbojkaški dužnosnik. Rodom je iz zajednice vojvođanskih Hrvata.
Obnašao je dužnost člana Uprave odbojaškog kluba Spartak iz Subotice od 1967. godine. Na toj je dužnosti dočekao da je odbojkaški klub Spartak postao državni prvak 1976. godine odnosno treći u Kupu europskih prvaka 1975. godine. Osim odbojkaša, Josip Marković je dugo vremena bio predsjednikom sportskog društva Spartak.
Tijekom 2000-ih je bio član predsjedništva UOKPL i predsjednik skupštine UOKPL.
Dobio je brojna priznanja, od kojih valja istaknuti:
- počasni predsjednik ŽOK Spartak
- Zlatna plaketa OSS
- nagrada Jovan Mikić Spartak za životno djelo
- nagrada SD Spartak
- nagrada Grada Subotice
- nagrada Sportskog saveza Subotice